# Danuta Mucha

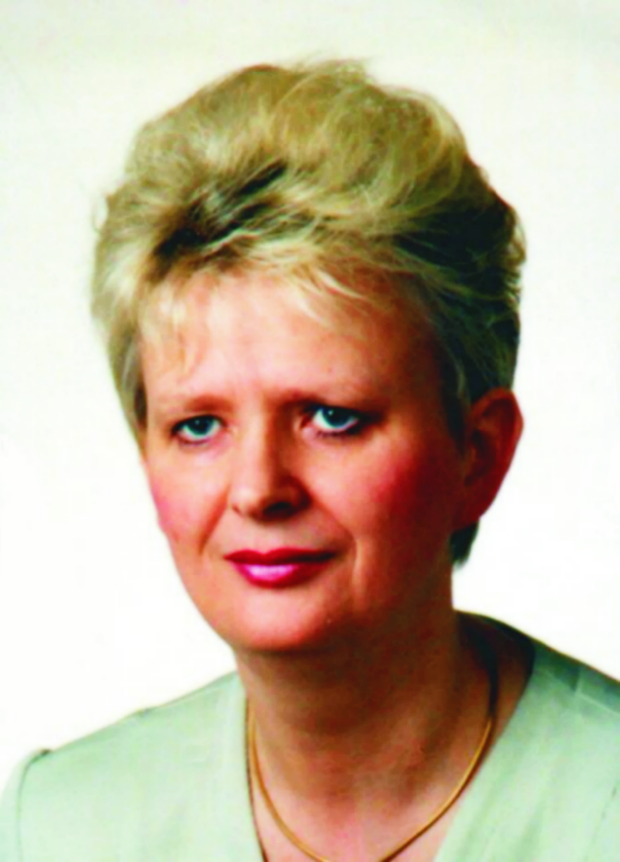
Danuta Mucha (2009)

Danuta Mucha (ur. 1 maja 1955 w Łodzi) – polska pisarka i nauczyciel akademicki, dr hab. nauk filologicznych o specjalności historia literatury powszechnej, literatura dla dzieci i młodzieży, historia literatury polskiej XIX i XX wieku. Adiunkt Uniwersytet Jana Kochanowskiego w Kielcach; Filia w Piotrkowie Trybunalskim; Wydział Filologiczno-Historyczny; Instytut Filologii Polskiej.

## Życiorys
Poetka, nauczyciel akademicki. Absolwentka Uniwersytetu Łódzkiego, w którym potem pracowała w latach 1980–1983. Od 2000 roku pracuje w Uniwersytecie Jana Kochanowskiego (Filia w Piotrkowie Trybunalskim). W 2005 roku, rozprawą Danuta Wawiłow – życie i twórczość. Próba monografii, uzyskała w Uniwersytecie Opolskim stopień doktora nauk humanistycznych w zakresie literaturoznawstwa o specjalności literaturoznawstwo. W 2013 roku uzyskała stopień naukowy doktora habilitowanego nauk humanistycznych w zakresie literaturoznawstwa o specjalności historia literatury polskiej XIX–XX w. na podstawie rozprawy Wartości wychowawcze w pozytywistycznych powieściach dla dzieci i młodzieży.
Od 2009 roku redaktorka naczelna periodyku naukowego „Studia Słowianoznawcze”. Wygłaszała przemówienia w instytucjach akademickich i naukowych w Paryżu, Brukseli i instytucji. Propaguje również nowe i kreatywne metody w praktyce pisania.

## Publikacje

### Prace naukowe
- Danuta Wawiłow (1942–1999). Życie i twórczość, Piotrków Trybunalski 2005.
- Pozaprogramowe formy kultury literackiej studentów polonistyki (na przykładzie Filii Akademii Świętokrzyskiej w Piotrkowie Trybunalskim), Piotrków Trybunalski 2006.
- Twórczość sceniczna Igora Sikiryckiego, Piotrków Trybunalski 2009.
- Wartości wychowawcze w pozytywistycznych powieściach dla dzieci i młodzieży, Łódź 2012.
- Twórczość poetycka i sceniczna Karoliny Kusek dla dzieci, redakcja pracy zbiorowej, Łódź 2010.

Autorka artykułów naukowych.

### Twórczość literacka

#### Dla dorosłych
- Motyle słów, Piotrków Trybunalski 2001.
- Motyli slov, Opava 2007 (Czechy)
- Les pappilons des mots. Motyle słów, Wydawnictwo Le Scribe l’Harmattan. Paryż 2012 (Francja)
- Butterflies of Words, Cashes Valley Publishing Niagara Falls New York 2013.
- Kamyki myśli, Sassolini dei pensieri, Piotrków Trybunalski, 2004.
- Taniec traw, Bydgoszcz 2008.
- Strofy dla Nowożeńców. Estrofas para Desposados, Łódź 2008.
- Schmetterlingsgesang, Köln 2009 (Niemcy).
- Strophes de l’amour, Liège 2010. (Belgia),
- Strofy dla nowożeńców. Strophes pour les nouveaux maries, Łódź 2010
- Muzyka i wiatr, Bydgoszcz 2011.
- Spowiedź myśli, Bydgoszcz 2011.
- Myśli myślą, Warszawa 2012.
- Dom z marzeń, Warszawa 2012.
- Okno, Warszawa 2013.

#### Dla dzieci i młodzieży
- Przysłowia, porzekadła i powiedzenia w opowiastkach, Piotrków Trybunalski 2003
- Przebaczenie (dramat dla dzieci), Piotrków Trybunalski 2004
- O królu Drulu i pięknej Karolinie, Piotrków Trybunalski 2004

## Odznaczenia i nagrody

### Nagrody literackie
- Wyróżnienie na Najlepszą Książkę Poetycką Roku 2011 na Międzynarodowym Festiwalu „Listopad Poetycki” w Poznaniu
- Nagroda im. Ryszarda Milczewskiego-Bruna
- Nagroda Pracy Organicznej im. Marii Konopnickiej
- Nagroda im. Klemensa Janickiego
- Nagroda: Feniks – Nagroda ekspresjonistyczna im. Tadeusza Micińskiego

### Odznaczenia i medale
- Brązowy Medal za „Zasługi dla Miasta Piotrkowa Trybunalskiego”
- Odznaka: „Zasłużony dla Kultury Polskiej”
- Medal „LABOR OMNIA VINCIT” („praca wszystko zwycięża”) im. Hipolita Cegielskiego w Poznaniu